# BAMOSZ
A BAMOSZ a Befektetési Alapkezelők és Vagyonkezelők Magyarországi Szövetsége, a hazai alap- és vagyonkezelési szakma érdekképviseleti szervezete. Honlapján elérhetőek a nyilvános és ingyenes adatsorok minden nyilvános hazai befektetési alap adatairól, napi frissítésben. 

## Szervezeti felépítése

### Elnöksége
Az Elnökség fő feladata, hogy döntsön a stratégiai jellegű kérdésekben, összehangolja, ellenőrizze a munkacsoportok működését, képviselje a BAMOSZ-t külső szervezetek felé, illetve döntsön a gazdálkodási jellegű kérdésekben.
Tagjai:
- Vízkeleti Sándor (Elnök)
- Benczédi Balázs
- Kocsis Bálint
- Komm Tibor
- Köves Benedek
- dr. Mesterházy György

### Felügyelő Bizottsága
A felügyelőbizottság feladata a BAMOSZ belső szervei működésének, valamint a jogszabályok, az Alapszabály és az egyesületi határozatok végrehajtásának, betartásának ellenőrzése.
Tagjai:
- Kozma Krisztina
- Biró Gergely
- Horváth Barnabás

### Az Etikai Bizottság
Az Etikai Bizottság feladata, hogy őrködjön a BAMOSZ belső etikai és egyéb szakmai normáinak tagság által történő betartásán, továbbá feladata az alapvető viselkedési szabályokat meghatározó Etikai Kódex továbbfejlesztése is.
Tagjai: 
- Gáti László (a bizottság elnöke)
- Dr. Tomori Erika
- Dr. Varga-Földi Hajnalka
- Harmath András
- Padányi Péter

### A főtitkár
A főtitkár feladata minden, a BAMOSZ működésével, érdekképviseleti és információszolgáltatási tevékenységével, gazdálkodásával kapcsolatos operatív teendő ellátása, az Elnökség döntéseinek végrehajtása. 
A BAMOSZ főtitkára: Temmel András.

## Továbbképzések
A Vagyon, Alap, Portfólió (VAP) képzés a BAMOSZ és a Bankárképző közös oklevelét nyújtó befektetéskezelői képzés.

## Publikációk
A befektetési alapok vezetői, elemzői és a befektetők számára egyaránt elérhető napi szintű adatok publikálása a befektetési alapok napi árfolyamáról.